# 제롬 잔키우스

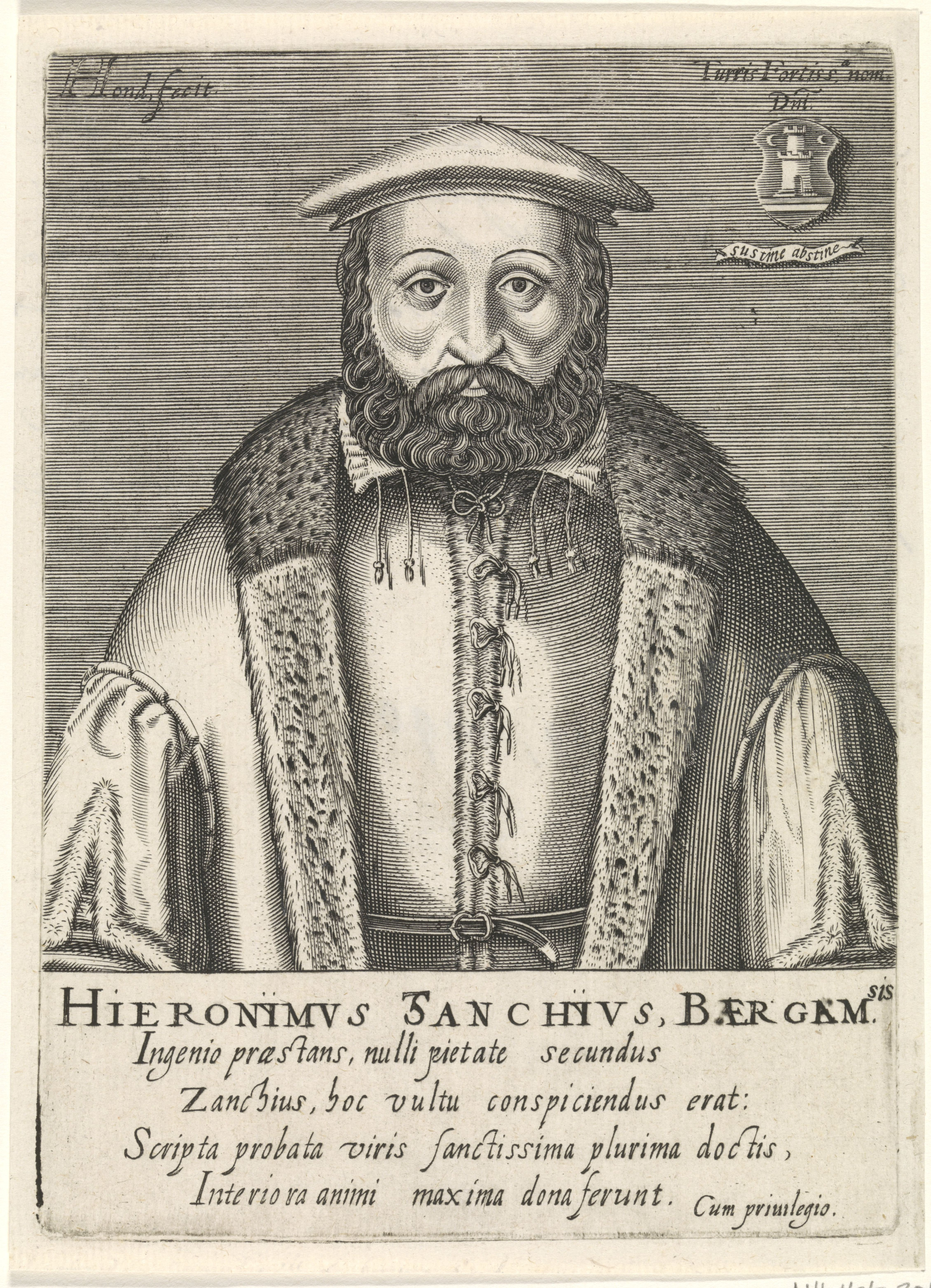
제롬 잔키우스, 헨드릭 혼디우스 1세 작품

제롬 잔키우스(라틴어 "Hieronymus Zanchius," 영어, 제롬 잔키우스 "Jerome Zanchi/Zanchius";  1516년 2월 2일 – 1590년 11월 19일)은 이탈리아 출신의 개신교 종교개혁가이며 칼빈 서거 후에 개혁신학에 큰 영향을 준 교육자이다.

## 생애
그는 변호사이자 역사가의 아들로서 베르가모( Bergamo) 근처 알자노 롬바르도 (Alzano Lombardo)에서 태어났다. 그의 아버지는 1528년 전염병으로 사망했고 그의 어머니는 겨우 3년 뒤에 사망했다. 15세에 그는 아우구스 정규 수도원(Augustinian Regular Canons Order)에 입사하여 아리스토텔레스, 언어 및 신학을 공부했다. 그는 학업을 마친 후 루카(Lucca)에게 갔고 피터 버미글리(Peter Vermigli)의 영향으로 신학경력을 쌓았으며 피터 버미글리의 바울의 로마서신 강해에 깊은 인상을 받았다. 그는 교부들의 작품들 외에도 마르틴 부서 (Martin Bucer)와 필리프 멜란히톤 (Philipp Melanchthon)을 알게되었고 마르틴 루터 (Martin Luther)의 저서와 스위스 개혁자들이 글도 읽었다. 그렇지만 장 칼뱅은 그에게 가장 큰 영향을 미쳤다.
1542년 피터 버미글리가 강제추방으로 떠난 이후에도 그는 수도원 학교에서 그리스어 교사로 남았다. 그러나 1551년에 그 역시 강제 추방을 받았다. 제네바에 잠시 머물렀다가 영국에 가고 싶었지만 스트라스부르그 (Strasbourg)에 있는 토마스 (Thomas) 대학에서 구약 (Old Testament) 교수를 하였다. 그의 학문적 방법은 율법주의적이며, 그는 세심한 정확성으로 성경을 해석했다. 그의 전반적인 신학적 경향에서 그는 "신학적 내용면에서 칼뱅주의자, 철학과 방법론면에서는 토마스주의(Thomist)"라고 평가되어왔다. 특별히 그가 비록 독창적인 사상가로 평가되지않았지만, 16 세기 후반에 가장 많이 배운 신학자 중 한 명이었다. 그는 우수한 교사로 여겨졌다. 그는 캐리우스 세쿤두스 큐리오(Caelius Secundus Curio)의 딸과 결혼했다.
스트라스부르그 교수와 목사들에게 아우크스부르크 신앙 고백서에 서명을 요구하는 것이 그에게 어려움을 주었다. 그는 스트라스부르그 대학교에게 헌신했기 때문에 제네바와 로잔의 초청 제안을 거부했다. 그러나 루터교 감독인 요한 마르바흐(Johann Marbach)와의 논쟁 이후에 그는 머물러서는 안되었다. 잔키우스는 루터와 개혁주의자 사이의 성찬 교리의 차이점은 비교적으로 않다고 보았으나 예정론에 있어서는 엄격한 칼빈주의 교리를 가르쳤다. 스트라스부르 밖의 신학자들과 많은 협의를 한 끝에, 분쟁 당사자들은 모든 도시의 설교자들과 교수들이 서명 한 연합규정 (스트라스부르 컨센서스)에 합의 할 수 있었다.
칼빈이 그의 모호한 태도에 그를 못마땅 했을 때, 잔키우스는 그의 견해에 다시 공표되어 다시 논란을 불러 일으켰다. 그 결과 그는 스트라스부르를 떠나 샤벤나(Chiavenna)에 있는 이탈리아 그라우번덴(Graubünden)의 개신교 회중교회 목사가 되었다. 1568년에 그는 하이델베르크 대학교에 초청을 받았다. 거기에서 그는 자카리아스 우르시누스(Zacharias Ursinus)를 대신하여 교의학 교수직을 맡았다. 여기서 그는 변증적이며 논쟁적인 특성의 작품들을 썼다. 그의 논증 방법은 상당히 스콜라주의적이었다. 팔츠 선제후국의 선제후 루드비히 6 세의 치세 동안 루터교로 돌아간 후, 그는 다른 많은 개혁신학 교수들과 함께 팔라티네이트 지역의 요한 카시미르(Johann Casimir) 백작의 지배하에 있는 노이슈타트(Neustadt)의 개혁신학 아카데미인 카시 미아누움(Casmirianum)으로 옮겼다. 그는 하이델베르그 (Heidelberg)로 돌아가는 도중에 죽었고 대학 교회 (University Church)에 묻혔다.

## 사상
잔키우스(Zanchius)는 기독교 신앙고백과 신의 속성 관찰(Confession of the Christian Religion and Observation on the Divine Attributes)을 포함하는 많은 작품을 썼다. 그의 절대적 예정의 교리는 오늘날에도 여전히 출판되고 있다. 그의 신학전집(Operum theologicorum) 또한 매우 영향력이 있다. 이 작품의 한 장은 토마스 아퀴나스의 자연법 사상에 견줄수 있는 개신교의 자연법 사상으로 불린다. 
(2012)에 일반법이라는 제목을 영어로 출판되었다.. 이 작품에서 잔키우스 (Zanchius)는 자연법을 그 십자가의 권위가 십계명과 동일하다고 반복적으로 언급하면서 주장했다.
"십계명은 소위 자연법으로 불리는 동일한 것으로 정의되고 설명되기 때문에 십계명 그 자체는 자연법으로 종종 불린다.
. . . 그것은 그리스도께서 모세의 율법 전체를 성취하신 것처럼 인간도 율법을 통해 죄에 대하여 정죄 판결을 받고 또한 용서를 위해 그리스도께 피하기 때문에 그리스도는 자연법의 성취를 이룬것이다."라고 한다. 
그의 신학 전집에서 아퀴나스에 대한 그의 영향은 분명하지만, 그는 로마서 2 장 14-15 절을 해석함에 있어서 아퀴나스의 자연법에 대한 개념를 따르지 않는다. 잔키우스는 자연법은 "하나님의 형상적 유물" 또는 인간 본성의 필수적인 요소가 아닌 하나님이 타락한 인간 마음에 보편적으로 그리고 직접으로 새겨진 도덕적인 지식으로 보아야 한다고 주장한다." 
| “ | 율법을 준수하는 것은 그리스도인에게 필요하다. 또한 그것은 믿음으로부터 준수한다는 것으로부터 분리될 수 없다. | ” |

## 같이 보기
- 피터 버미글리
- 자카리아스 우르시누스
- 칼뱅주의

## 참고 문헌
- Theologische Realenzyklopädie, volume 36, pp. 482–85
- Burchill, Christopher J. “Girolomo Zanchi: Portrait of a Reformed Theologian and his Work.” Sixteenth Century Journal 15 (1984): 185–205.
- Burnett, Amy Nelson. "Simon Sulzer and the Consequences of the 1563 Strasbourg Consensus in Switzerland," Archiv für Reformationsgeschichte, 88 (1992): 154–79
- Cuno (1898), 〈Zanchius, Hieronymus〉, 《Allgemeine Deutsche Biographie》 (독일어) 44, Leipzig: Duncker & Humblot, 679–683쪽
- Kittelson, James. “Marbach vs. Zanchi: the Resolution of Controversy in Later Reformation Strasbourg.” Sixteenth Century Journal 7 (1977): 31–44.
- Lindholm, Stefan. 2016. Jerome Zanchi (1516-90) and the Analysis of Reformed Scholastic Christology. (Reformed Historical Theology, 37.) V & R Academic.
- Erich Wenneker: 제롬 잔키우스. In: Biographisch-Bibliographisches Kirchenlexikon (BBKL). Band 14, Herzberg 1998, ISBN 3-88309-073-5.
- Zanchi, Girolamo. On the Law in General. CLP Academic, 2012.
- Zanchius, Jerom. "The Doctrine of Absolute Predestination" translated by Augustus M. Toplady. Baker Book House, Grand Rapids, Michigan, USA, 1977. ISBN 0-8010-9927-7.